# Ghisolabella Caccianemico

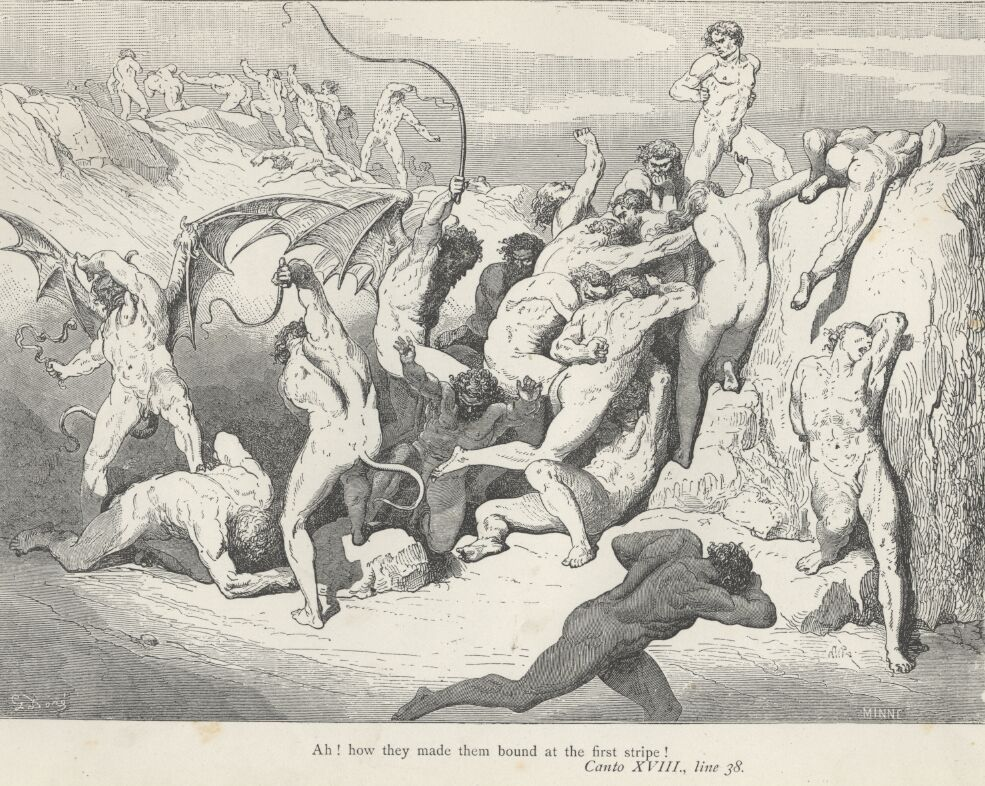
El Cercle Vuité de l'infern. Els alcavots i els seductors, dibuixats per Gustave Doré

Ghisolabella Caccianemico era filla d'Alberto Caccianemico dell'Orso i germana de Venèdico; apareix citada pel seu germà a l'Infern de Dante Alighieri per causa d'una "indecent notícia" i és que el seu germà feu d'alcavot i la va entregar als braços del marquès de Ferrara (Infern XVIII). Ghisolabella va ser esposa del ferrarès Niccolò dels Fontana - la família del qual havia ajudat Obizzo II d'Este a prendre el poder sobre la ciutat de Ferrara. La parella no van conviure junts massa temps. Segons documents bolonyesos, sembla que un cop expulsats els Fontana de Ferrara, per Obizzo II, una part en 1270 i la resta en el 1273, la Ghisolabella va ser retornada a la casa paterna a Bolonya.
Les notícies que romanen d'ella són escasses, i totes estan concentrades en un breu període de quinze anys (1281-1296). Es desconeix tant la data de naixement com la de la mort, i no es fa menció en les cròniques de l'època o en els documents trobats, de la probable relació que va tenir Ghisolabella amb el marquès de Ferrara i per la qual Dante posa a l'Infern al seu germà Venèdico, entre els alcavots.

"jo sóc qui va portar Ghisolabella
a complaure els desitjos del marquès,
conten com conten la indecent notícia".
(Infern, Cant XVIII, vv. 55-57)
Els únics indicis del fet segueixen sent les notes dels comentaristes antics, no del tot demostratives des del punt de vista històric. A Ghisolabella en els comentaris se la menciona com a "pulcerrima (bellíssima)","bella per excel·lència", "avançava en bellesa totes les dones bolonyeses d'aquell temps, fou anomenada Ghisola bella".
Existeixen incerteses sobre el nom del marquès que va tenir relació amb Ghisolabella (Obizzo II, o Azzo VIII), així com sobre la manera en què Venèdico va poder convèncer a la seva germana de sotmetre's als desitjos del d'Este, i sobre el lloc on podrien haver succeït els fets.
Els estudiosos moderns, sobre la base de la poca informació històrica i documents trobats, han intentat formular hipòtesis més objectives, segons ells, Niccolò hauria abandonat la seva dona una vegada coneguts els fets.
Pel que fa al marquès, és una opinió general que no es tracta d'Azzo VIII, sinó d'Obizzo II, del qual Salimbene escriu en la seva Crònica: "Es va dir d'ell que va violar totes  les filles i les esposes de Ferrara, fossin nobles o no".